# Hüggelbahn
| Trasse der Hüggelbahn, heute ein Wanderweg |                      |                             |                             |
| Spurweite: | 1435 mm (Normalspur) |                             |                             |
| Zweigleisigkeit: | –                    |                             |                             |
| |                      |                             |                             |
| \| \| 7,5 \| Schacht Luise \| Schacht Luise \| \| \| 6,4 \| Schacht Ida \| Schacht Ida \| \| \| 6,0 \| Schacht Kielmannsegge \| Schacht Kielmannsegge \| \| \| \| Augustaschacht \| \| \| \| \| von Hasbergen \| \| \| \| 3,5 \| Patkenhof früher Holzhausen \| Patkenhof früher Holzhausen \| \| \| \| Georgsmarienhütte \| \| \| \| \| \| \| |                      |                             |                             |
| Betriebs-/Güterbahnhof Streckenanfang (Strecke außer Betrieb) | 7,5                  | Schacht Luise               | Schacht Luise               |
| Dienststation / Betriebs- oder Güterbahnhof (Strecke außer Betrieb) | 6,4                  | Schacht Ida                 | Schacht Ida                 |
| Dienststation / Betriebs- oder Güterbahnhof (Strecke außer Betrieb) | 6,0                  | Schacht Kielmannsegge       | Schacht Kielmannsegge       |
| Haltepunkt / Haltestelle (Strecke außer Betrieb) |                      | Augustaschacht              | Augustaschacht              |
| Abzweig ehemals geradeaus und von links |                      | von Hasbergen               | von Hasbergen               |
| ehemaliger Bahnhof | 3,5                  | Patkenhof früher Holzhausen | Patkenhof früher Holzhausen |
| Dienststation / Betriebs- oder Güterbahnhof |                      | Georgsmarienhütte           | Georgsmarienhütte           |
| Strecke |                      |                             |                             |

Die Hüggelbahn war eine Eisenbahnstrecke, auf der Erze vom Hüggel zum Werk des Georgs-Marien-Bergwerks- und Hüttenvereins in Georgsmarienhütte transportiert wurden. Sie wurde 1864–1866 stückweise in Betrieb genommen. Die Einstellung des Personenverkehrs erfolgte 1879. Die Stilllegung des Güterverkehrs verlief schleppend von 1970 bis 1987. Nur die Trasse zeugt heute noch von der ehemaligen Hüggelbahn.

## Geschichte

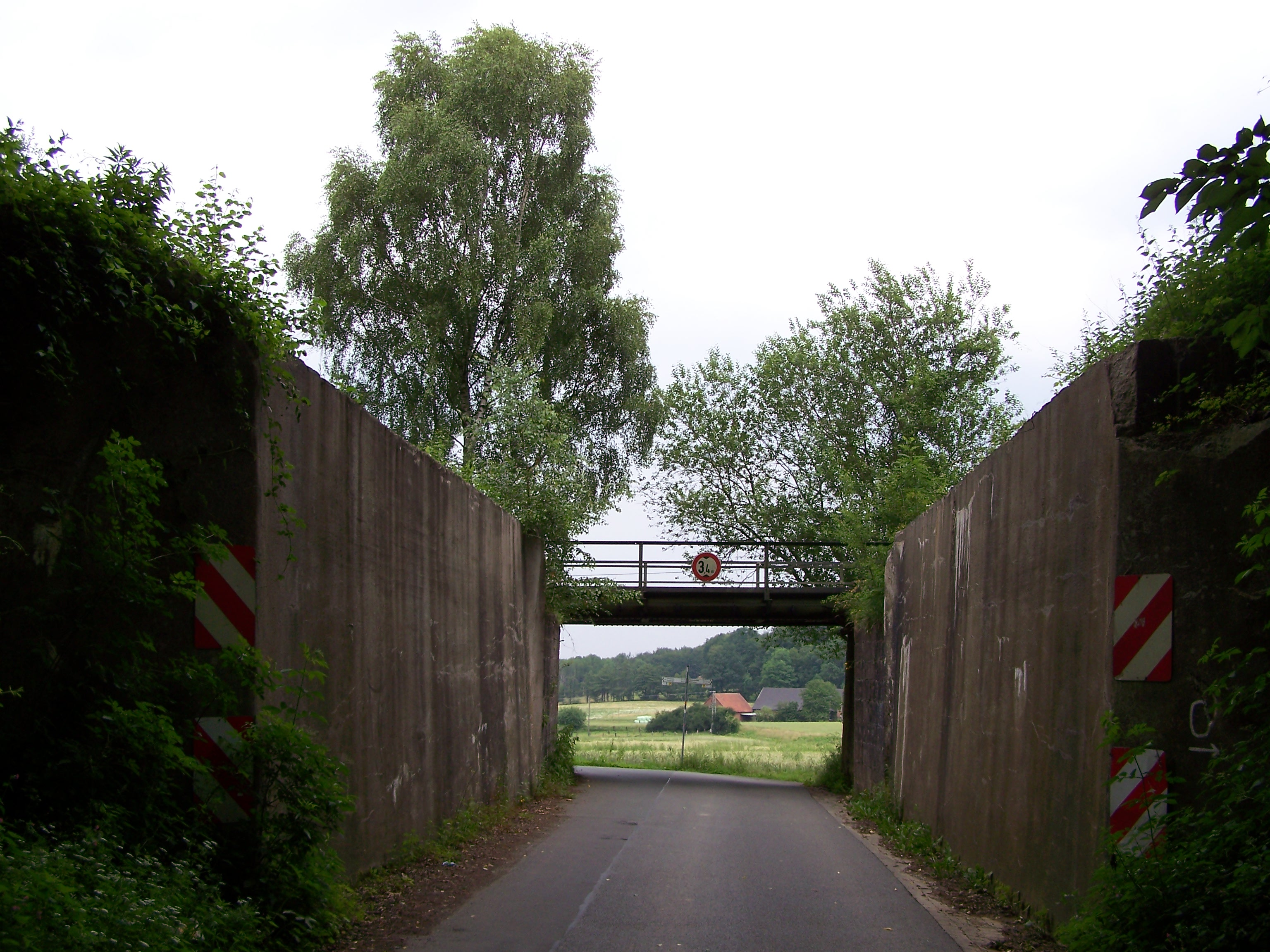
Aufleger der ehemaligen Hüggelbahn an der Straße Hüggelschlucht. Im Hintergrund die Brücke der Strecke GMH–Hasbergen

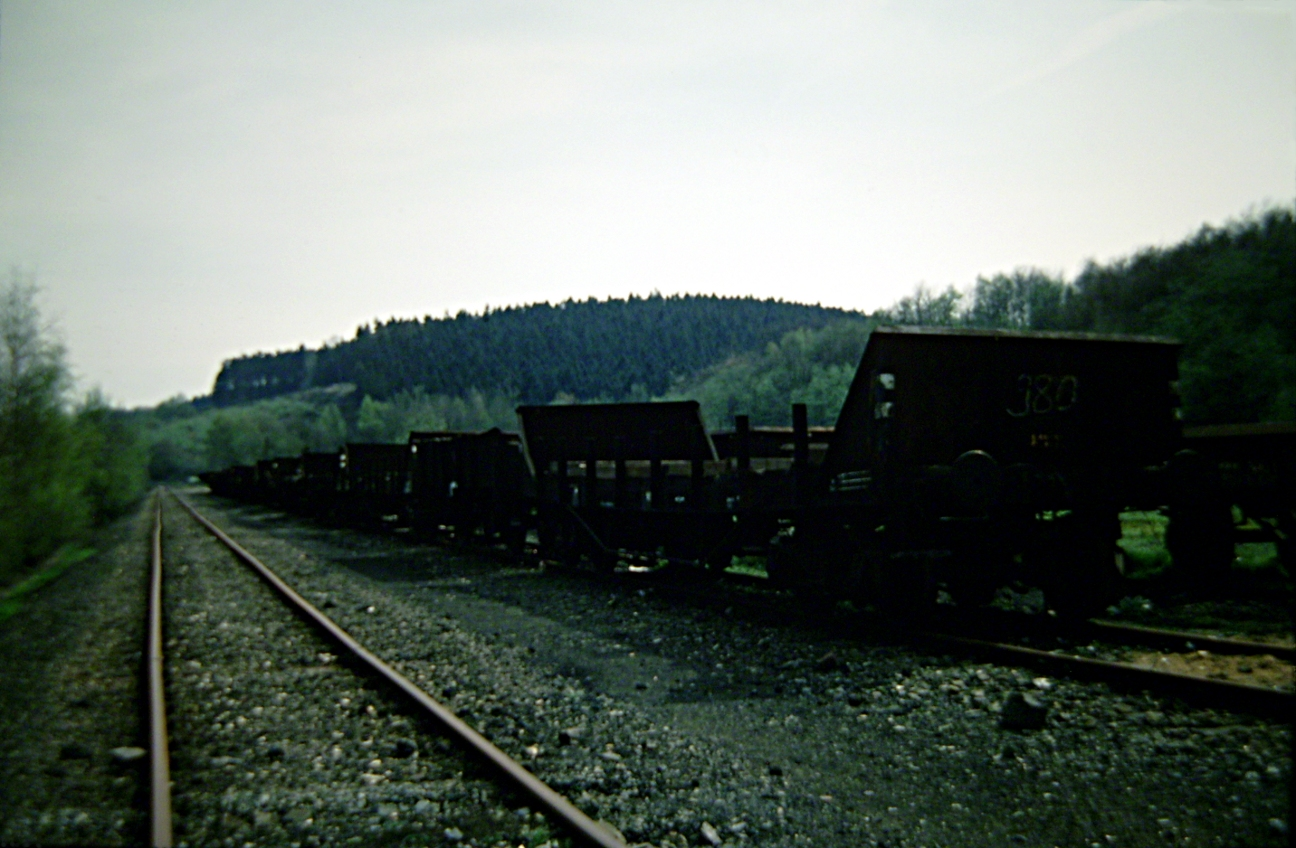
Hüggelbahn und Bahnstrecke Georgsmarienhütte–Hasbergen im Jahr 1983

Durch den Aufkauf der Gruben am Hüggel wurde eine Eisenbahnverbindung zur Georgsmarienhütte notwendig, um die Kosten für das transportierte Erz sowie den Kalkstein zu reduzieren. Seit 1858 wurde das Erz auf Pferdefuhrwerken zur Hütte gefahren. Täglich verkehrten zu diesem Zweck 400 Gespanne.
Die ersten Planungen 1858 und 1860 für die Hüggelbahn wurden abgelehnt. Erst mit der Zusage des Georgs-Marien-Bergwerks- und Hüttenvereins, einen Personenverkehr einzurichten, wurden die Planungen genehmigt. Der Erztransport zu den Ladestellen erfolgte über ein umfangreiches Schmalspurnetz. Mit Inbetriebnahme der Bahnstrecke Georgsmarienhütte–Hasbergen gehörte das Teilstück nunmehr zu dieser Strecke. Am Bahnhof Patkenhof – früher Holzhausen – verlief das Hüggelbahngleis parallel bis zum Augustaschacht, wo es die einzelnen Gruben im Hüggel verband. Eine 1928 erbaute Luftseilbahn diente bis 1937 zum Kalksteintransport aus dem Steinbruch „Silbersee“ zur Hüggelbahn.
Nach der Einstellung des Eisenerzbergbaus und der Kalkgewinnung direkt am Hüggel Anfang der 1930er Jahre wurde mit der 1937 erbauten 6,34 Kilometer langen Seilbahn Kalk vom Kalksteinbruch Holperdorp (Lienen) am Lienener Berg im Teutoburger Wald über die Entladestation in der Nähe des Augustaschachtes mit der Hüggelbahn abgefahren. In Altenhagen-Großheide gab es eine Zwischenstation, von der Dolomit aus einem Steinbruch zur Verwendung im Hüttenwerk zur Entladestation transportiert wurde. Mit der 1967 erfolgten Stilllegung der Seilbahn kam ab 1970 auch das schleichende Ende für die Hüggelbahn. Nur noch einige Schlackezüge brachten die Hochofenschlacke in den Hüggel, bis die Gleise abgebaut wurden. Auf der Trasse befindet sich heute ein Bahn-Rad- und Wanderweg.